# (26984) Fernand-Roland
(26984) Fernand-Roland est un astéroïde de la ceinture principale.

## Description
(26984) Fernand-Roland est un astéroïde de la ceinture principale. Il fut découvert le 1er novembre 1997 à Village-Neuf par Christophe Demeautis et Daniel Matter. Il présente une orbite caractérisée par un demi-grand axe de 3,17 UA, une excentricité de 0,07 et une inclinaison de 12,6° par rapport à l'écliptique.

## Compléments